# Norská gramatika
Norská gramatika je popis mluvnického systému norštiny. Mluvnice vychází z podobných principů jako mluvnice ostatních germánských jazyků, např. angličtiny nebo němčiny. Minimální ohýbání dává současné norštině převažující charakter analytického jazyka.
Spisovná norština má dvě kodifikované formy: bokmål a novou norštinu (nynorsk). Mezi těmito rovnocennými standardy existují určité rozdíly. Mluvnice bokmålu je značně ovlivněna dánštinou, zatímco nová norština je bližší živým nářečím a má větší bohatství flektivních koncovek. Pravopisné reformy zavedly v bokmålu tzv. radikální tvary, které měly napomoci sblížení s novou norštinou. Mnoho mluvčích však stále dává spíše přednost konzervativním tvarům.
Jsou-li dále uvedeny dva tvary, druhý tvar za lomítkem se používá v nové norštině.

## Slovní druhy
Tradičně se v norštině rozlišují následující slovní druhy: podstatná jména, přídavná jména, zájmena, determinanty (tj. číslovky, ukazovací a přivlastňovací zájmena, členy), slovesa, příslovce, předložky, spojky souřadicí (konjunkce), spojky podřadicí (subjunkce) a citoslovce.

## Jmenný rod
Nová norština i většina nářečí rozlišuje rod mužský, ženský a střední. V riksmålu tvary ženského rodu zanikly a byly nahrazeny tvary rodu mužského – vytvořily tak podobně jako v dánštině a švédštině společný rod (utrum). Pravopisné reformy zavedly v rámci sblížení obou spisovných norem do bokmålu opět tvary ženského rodu, které však nebyly všeobecně přijaty. Mnoho mluvčích je považuje za vulgární a téměř je nepoužívá.

## Člen
Podstatná jména jsou obvykle determinována členem, který je dvojí:
- neurčitý: en/ein (mužský rod), ei (ženský rod), et/eit (střední rod); používá se pouze v jednotném čísle;
- určitý: tzv. postpozitivní – v jednotném čísle -en (mužský rod), -a (ženský rod), -et (střední rod), v množném čísle -ne, -a. Ve spojení s přídavnými jmény navíc předchází ještě volný určitý člen – den (m., ž.), det (stř.), de [diː]/dei (mn.) – jméno je tak determinováno dvakrát. V bokmålu však v některých případech odpadá připojený člen (zejména u abstrakt a vlastních jmen).

Příklady:
- en/ein mann (muž) – mannen (ten muž), menn (muži) – mennene (ti muži)
- ei jente (dívka) – jenta (ta dívka), jenter (dívky) – jentene (ty dívky)
- et/eit hus (dům) – huset (ten dům), hus (domy) – husene/husa (ty domy)

- den dyre bilen (to drahé auto)
- den trøtte jenta (ta unavená dívka)
- det gamle huset (ten starý dům)
- det skitne vannet (ta špinavá voda)
- de røde klærne (ty červené šaty)

- De forente nasjoner / Dei sameinte nasjonane – Spojené národy
- Det hvite hus / Det kvite huset (Bílý dům – ve Washingtonu), ale: det hvite huset (bílý dům – kterýkoliv)
- Den tsjekkiske republikk / Den tsjekkiske republikken (Česká republika)

## Podstatná jména
Z původního systému 4 pádů se zachoval nominativ a genitiv (zakončení -s), který má funkci výlučně přivlastňovací. V ostatních případech je podstatné jméno ve tvaru nominativu. K vyjádření větných vztahů používá předložky.
V hovorovém jazyce se tvary genitivu používají zřídka. Místo toho je upřednostňováno opisné vyjádření:
- taket på huset – střecha domu (doslova: střecha na domě)
- bilen til faren min – auto mého otce (doslova: auto k mému otci)

Používají se též zvláštní přivlastňovací konstrukce se zvratným zájmenem:
- skolen/skulen sin administrasjon = skolens administrasjon = správa školy (doslova: škola její správa)

Množné číslo se většinou tvoří koncovkou -er (v nové norštině též -ar, -or): ball (míč) → baller (míče), kvinne (žena) → kvinner (ženy).
Někdy se používá přehláska: tann (zub) → tenner (zuby), fot (noha) → føtter (nohy).
Najdou se ojedinělé výjimky: ko (kráva) → kyr (krávy), øye (oko) → øyne (oči).
Většina jednoslabičných slov středního rodu i některá jednoslabičná mužského a ženského rodu se v množném čísle nemění: hus (dům, domy), barn (dítě, děti), sko m. (bota, boty), ski m. (lyže – j. a mn.).
| Rod     | Jednotné číslo | Jednotné číslo | Množné číslo  | Množné číslo | Překlad |
| Rod     | Neurčitý tvar  | Určitý tvar    | Neurčitý tvar | Určitý tvar  | Překlad |
| ------- | -------------- | -------------- | ------------- | ------------ | ------- |
| mužský  | en gutt        | gutten         | gutter        | guttene      | chlapec |
| ženský  | ei/en dør      | døra/døren     | dører         | dørene       | dveře   |
| střední | et hus         | huset          | hus           | husene/husa  | dům     |

U všech podstatných jmen ženského rodu se v bokmålu mohou používat i tvary mužského rodu.
| Rod     | Jednotné číslo    | Jednotné číslo | Množné číslo    | Množné číslo         | Překlad |
| Rod     | Neurčitý tvar     | Určitý tvar    | Neurčitý tvar   | Určitý tvar          | Překlad |
| ------- | ----------------- | -------------- | --------------- | -------------------- | ------- |
| mužský  | ein gut           | guten          | gutar           | gutane               | chlapec |
| ženský  | ei sol            | sola/soli      | soler           | solene               | slunce  |
| ženský  | ei kyrkje/kyrkja  | kyrkja         | kyrkjer/kyrkjor | kyrkjene/kyrkjone    | kostel  |
| střední | eit hus           | huset          | hus             | husa/husi            | dům     |
| střední | eit hjarta/hjarte | hjarta/hjartet | hjarto/hjarte   | hjarto/hjarta/hjarti | srdce   |

## Přídavná jména
Přídavná jména mají dvojí tvary, a sice určité (silné skloňování) a neurčité (slabé skloňování).
Neurčitý tvar se používá s neurčitým členem nebo bez členu. Ve středním rodu přibírá koncovku -t (tento tvar funguje i jako příslovce). V množném čísle přibírají přídavná jména koncovku -e. Např.:
- en/ein dyr bil (nějaké drahé auto)
- en/ei trøtt jente (nějaká unavená dívka)
- et gammelt hus / eit gammalt hus (nějaký starý dům)
- skittent vann/vatn (špinavá voda)
- røde klær / raude klede (červené šaty)

Přídavná jména zakončená zdvojenou souhláskou tuto souhlásku zpravidla zjednodušují (grønn (zelený) – grønt), a pokud mají příponu -ig (často též -sk), ve středním rodě koncovka -t odpadne (na rozdíl od švédštiny a dánštiny): dårlig vær (špatné počasí).
V přísudkové pozici se přizpůsobuje podstatnému jménu, ke kterému se vztahuje:
- Bilen er dyr. – Auto je drahé.
- Bilene/bilane er dyre. – Auta jsou drahá.
- Huset er gammelt/gammalt. – Dům je starý.
- Husene/husa er gamle. – Domy jsou staré.

I zde se někdy objevují výjimky, např. v některých ustálených obratech:
- Jeg er glad og vi alle er glade. – Já jsem rád a my všichni jsme rádi.
- Ale: Vi er glad i deg. – Máme tě rádi.

Určitý tvar se používá ve spojení s určitým členem (viz též Člen). Přídavné jméno přibírá koncovku -e, tento tvar je shodný ve všech rodech i obou číslech:
- den gamle båten – ten starý člun
- de/dei gamle båtene/båtane – ty staré čluny
- det gamle huset – ten starý dům
- de/dei gamle husene/husa – ty staré domy

Některá přídavná jména jsou nesklonná, tj. mají pouze jeden neměnný tvar: bra (dobrý), moderne (moderní), tilfreds (spokojený), stakkars (ubohý) aj.

### Stupňování
Ke stupňování se v bokmålu používají přípony -ere (komparativ) a -est (superlativ), v nové norštině -are a -ast:
| Pozitiv | Komparativ | Superlativ |
| ------- | ---------- | ---------- |
| snill   | snillere   | snillest   |
| frekk   | frekkere   | frekkest   |
| sterk   | sterkere   | sterkest   |

| Pozitiv | Komparativ | Superlativ | Česky                        |
| ------- | ---------- | ---------- | ---------------------------- |
| snill   | snillare   | snillast   | milý, milejší, nejmilejší    |
| frekk   | frekkare   | frekkast   | drzý, drzejší, nejdrzejší    |
| sterk   | sterkare   | sterkast   | silný, silnější, nejsilnější |

Některá přídavná jména se stupňují opisně pomocí mer/meir (více) a mest (nejvíce):
- praktisk – mer/meir praktisk – mest praktisk (praktický – více praktický – nejvíce praktický)

## Zájmena

### Osobní zájmena
| číslo    | osoba | česky       | pád podmětu | pád předmětu |
| -------- | ----- | ----------- | ----------- | ------------ |
| jednotné | 1.    | já          | jeg         | meg          |
| jednotné | 2.    | ty          | du          | deg          |
| jednotné | 3.    | on          | han         | ham/han      |
| jednotné | 3.    | ona         | hun         | henne        |
| jednotné | 3.    | ono (m, ž)  | den         | den          |
| jednotné | 3.    | ono (s)     | det         | det          |
| jednotné | 3.    | se          | ——          | seg          |
| množné   | 1.    | my          | vi          | oss          |
| množné   | 2.    | vy          | dere        | dere         |
| množné   | 3.    | oni ony ona | de          | dem          |
| množné   | 3.    | se          | ——          | seg          |

| číslo    | osoba | česky       | pád podmětu | pád předmětu |
| -------- | ----- | ----------- | ----------- | ------------ |
| jednotné | 1.    | já          | eg          | meg          |
| jednotné | 2.    | ty          | du          | deg          |
| jednotné | 3.    | on          | han         | han/honom    |
| jednotné | 3.    | ona         | ho          | ho/henne     |
| jednotné | 3.    | ono         | det         | det          |
| jednotné | 3.    | se          | ——          | seg          |
| množné   | 1.    | my          | vi          | oss          |
| množné   | 2.    | vy          | de          | dykk         |
| množné   | 3.    | oni ony ona | dei         | dei          |
| množné   | 3.    | se          | ——          | seg          |

Zvratné zájmeno seg se používá pouze ve 3. osobě:
- jeg ser meg – já se vidím
- han ser seg – on se vidí x han ser ham – on vidí jeho (někoho jiného)

V bokmålu se rozlišuje kategorie osoby a neosoby. Zájmena han a hun se spojují většinou jen s lidmi. Pro neživé věci a obvykle i zvířata se používá v mužském a ženském rodě zájmeno den. V nové norštině toto rozlišení není, han a ho se používají i pro věci a zvířata.

### Přivlastňovací zájmena
| Číslo    | Osoba | Jednotné číslo | Jednotné číslo | Jednotné číslo | Množné číslo | Česky  |
| Číslo    | Osoba | r. mužský      | r. ženský      | r. střední     | Množné číslo | Česky  |
| -------- | ----- | -------------- | -------------- | -------------- | ------------ | ------ |
| jednotné | 1.    | min            | mi/min         | mitt           | mine         | můj    |
| jednotné | 2.    | din            | di/din         | ditt           | dine         | tvůj   |
| jednotné | 3.    | hans           | hans           | hans           | hans         | jeho   |
| jednotné | 3.    | hennes         | hennes         | hennes         | hennes       | její   |
| jednotné | 3.    | dens           | dens           | dens           | dens         | jeho   |
| jednotné | 3.    | dets           |                |                |              | jeho   |
| jednotné | 3.    | sin            | si/sin         | sitt           | sine         | svůj   |
| množné   | 1.    | vår            | vår            | vårt           | våre         | naše   |
| množné   | 2.    | deres          | deres          | deres          | deres        | vaše   |
| množné   | 3.    | deres          | deres          | deres          | deres        | jejich |
| množné   | 3.    | sin            | si/sin         | sitt           | sine         | svoji  |

| Číslo    | Osoba | Jednotné číslo | Jednotné číslo | Jednotné číslo | Množné číslo | Česky  |
| Číslo    | Osoba | r. mužský      | r. ženský      | r. střední     | Množné číslo | Česky  |
| -------- | ----- | -------------- | -------------- | -------------- | ------------ | ------ |
| jednotné | 1.    | min            | mi             | mitt           | mine         | můj    |
| jednotné | 2.    | din            | di             | ditt           | dine         | tvůj   |
| jednotné | 3.    | hans           | hans           | hans           | hans         | jeho   |
| jednotné | 3.    | hennar         | hennar         | hennar         | hennar       | její   |
| jednotné | 3.    | dess           | dess           | dess           | dess         | jeho   |
| jednotné | 3.    | sin            | si             | sitt           | sine         | svůj   |
| množné   | 1.    | vår            | vår            | vårt           | våre         | naše   |
| množné   | 2.    | dykkar         | dykkar         | dykkar         | dykkar       | vaše   |
| množné   | 3.    | deira          | deira          | deira          | deira        | jejich |
| množné   | 3.    | sin            | si             | sitt           | sine         | svoji  |

Přivlastňovací zájmena min, din, vår a zvratné sin se skloňují podobně jako přídavná jména, jejich tvar závisí na podstatném jménu. Přivlastňovací zájmena v norštině obvykle (v nové norštině výhradně) stojí za podstatným jménem, které v tom případě musí mít připojený určitý člen. Stojí-li přivlastňovací zájmeno před podstatným jménem, určitý člen se nepoužívá:
- faren min = min far – můj otec
- mora mi = min mor – moje matka
- barnet mitt = mitt barn – moje dítě

Krátké tvary ženského rodu mi, di, si nemohou stát před podstatným jménem.

## Číslovky
|           | základní               | řadová                |
| --------- | ---------------------- | --------------------- |
| 0         | null                   | nullte                |
| 1         | én, ett / ein, ei, eit | første/fyrste         |
| 2         | to                     | annen, annet / andre  |
| 3         | tre                    | tredje                |
| 4         | fire                   | fjerde                |
| 5         | fem                    | femte                 |
| 6         | seks                   | sjette                |
| 7         | sju                    | sjuende/sjuande       |
| 8         | åtte                   | åttende/åttande       |
| 9         | ni                     | niende/niande         |
| 10        | ti                     | tiende/tiande         |
| 11        | elleve                 | ellevte               |
| 12        | tolv                   | tolvte                |
| 13        | tretten                | trettende/trettande   |
| 14        | fjorten                | fjortende/fjortande   |
| 15        | femten                 | femtende/femtande     |
| 16        | seksten                | sekstende/sekstande   |
| 17        | sytten                 | syttende/syttande     |
| 18        | atten                  | attende/attande       |
| 19        | nitten                 | nittende/nittande     |
| 20        | tjue                   | tjuende/tjuande       |
| 21        | tjueen                 | tjueførste            |
| 30        | tretti                 | trettiende/trettiande |
| 40        | førti                  | førtiende/førtiande   |
| 50        | femti                  | femtiende/femtiande   |
| 60        | seksti                 | sekstiende/sekstiande |
| 70        | sytti                  | syttiende/syttiande   |
| 80        | åtti                   | åttiende/åttiande     |
| 90        | nitti                  | nittiende/nittiande   |
| 100       | hundre                 | hundrede              |
| 135       | hundretrettifem        | ...te                 |
| 200       | tohundre               | tohundrede            |
| 1000      | tusen                  | tusende               |
| 1985      | nittenhundreogåttifem  | ...te                 |
| 2000      | totusen                | totusende             |
| 1 000 000 | million                | millionte             |

S výjimkou číslovky 1 jsou základní číslovky nesklonné. V 50. letech 20. století byl úředně zaveden způsob počítání v pořadí desítky–jednotky (femtifem, padesát pět), běžně se však používá tradiční obrácené pořadí (femogfemti, pětapadesát). V bokmålu se též používají tradiční (i když neúřední) tvary syv (7), tyve (20), tredve (30), førr (40).
Řadové číslovky se podobně jako v češtině zapisují číslicí s tečkou. Koncovka -ende se čte [-ənə] (bokmål), resp. -ande [-anə] (nová norština).

## Slovesa
Systém sloves má, stejně jako i v ostatních germánských jazycích, jednoduché tvary v přítomném a minulém čase. Ostatní časy se tvoří pomocnými slovesy. Slovesa se neobejdou bez osobních zájmen, protože pozbyla skoro všech odlišujících osobních koncovek. V přítomném čase se zachovala pouze koncovka -r, která původně označovala druhou a třetí osobu singuláru, což vidíme dodnes v islandštině.
V infinitivu má většina sloves koncovku -e (v nové norštině též -a), některá slovesa (většinou jednoslabičná) končí na jinou samohlásku. Infinitiv je často používán s částicí å:
- å bo (bydlet) – jeg bor (bydlím)
- å snakke (mluvit) – vi snakker (mluvíme)

V nové norštině je obvykle možné volit mezi infinitivní koncovkou -e nebo -a (například kaste/kasta = zahodit). Volba obvykle záleží na dialektu, který mluvčí používá. Tento jev se nazývá rozštěpený infinitiv. (Viz též Nářečí norštiny.)
Jako všechny germánské jazyky rozlišuje i norština slabá a silná slovesa. Silná slovesa mají v minulém čase a příčestí trpném přehlásku. V nové norštině nemají silná slovesa v přítomném čase typickou koncovku -r.
|               | Infinitiv | Přítomný čas | Préteritum   | Perfektum        | Příčestí trpné             | Překlad |
| ------------- | --------- | ------------ | ------------ | ---------------- | -------------------------- | ------- |
| Slabá slovesa | kaste     | kaster       | kastet/kasta | har kastet/kasta | kastet/kasta kastede/kasta | zahodit |
| Slabá slovesa | lyse      | lyser        | lyste        | har lyst         | lyst lyste                 | svítit  |
| Slabá slovesa | leve      | lever        | levde        | har levd         | levd levde                 | žít     |
| Slabá slovesa | bo        | bor          | bodde        | har bodd         | bodd bodde                 | bydlet  |
| Slabá slovesa | bie       | bier         | bidde        | har bidd         | bidd bidde                 | čekat   |
| Silná slovesa | synge     | synger       | sang         | har sunget       | sunget sungne              | zpívat  |
| Silná slovesa | skrive    | skriver      | skrev/skreiv | har skrevet      | skrevet skrevne            | psát    |

|               | Infinitiv   | Přítomný čas | Préteritum | Perfektum           | Příčestí trpné                   | Překlad      |
| ------------- | ----------- | ------------ | ---------- | ------------------- | -------------------------------- | ------------ |
| Slabá slovesa | kaste/kasta | kastar       | kasta      | har kasta           | kasta                            | hodit        |
| Slabá slovesa | kjøpe       | kjøper       | kjøpte     | har kjøpt           | kjøpt kjøpte                     | koupit       |
| Slabá slovesa | leve/leva   | lever        | levde      | har levd/levt       | levd levd/levt levde             | žít          |
| Slabá slovesa | arbeide     | arbeider     | arbeidde   | har arbeidd/arbeidt | arbeidd arbeidd/arbeidt arbeidde | pracovat     |
| Slabá slovesa | bu          | bur          | budde      | har budd/butt       | budd budd/butt budde             | bydlet       |
| Silná slovesa | drikke      | drikk        | drakk      | har drukke/drukki   | drukken drukke drukkne           | pít          |
| Silná slovesa | finne       | finn         | fann       | har funne/funni     | funnen funne                     | najít        |
| Silná slovesa | trivast     | trivst       | treivst    | har trivest         |                                  | mít se dobře |

Budoucí čas se tvoří pomocí skal nebo vil + infinitiv nebo vazbou kommer/kjem til å + infinitiv, často se však budoucnost vyjadřuje pomocí přítomného času:
- jeg/eg skal reise – pojedu
- du kommer/kjem til å forstå det – tomu budeš rozumět
- han vil gjøre/gjere/gjera det – on to udělá
- jeg/eg reiser i morgen – pojedu zítra

Předpřítomný čas (perfektum) se tvoří pomocí har + příčestí trpné:
- han har kommet/komme/kommi – on (zrovna) přišel

Předminulý čas (pluskvamperfektum) se tvoří pomocí hadde + příčestí trpné:
- han hadde kommet/komme/kommi – on (byl) přišel (předtím než)

Předbudoucí čas (futurum II) se tvoří pomocí skal nebo vil ha + příčestí trpné:
- han skal ha reist – on pojede (předtím než)

Podmiňovací způsob (kondicionál) se tvoří skulle + infinitiv, v minulosti skulle nebo ville ha + příčestí trpné.
- jeg skulle gjøre / eg skulle gjere/gjera – udělal bych, jag/eg skulle ha gjort – byl bych udělal

Přítomný a minulý kondicionál je třeba důsledně rozlišovat.
Trpný rod (pasivum) se tvoří dvojím způsobem. První způsob je tvoření koncovkou –s (v nové norštině -st). Na rozdíl od švédštiny, která má plné paradigma, se používá pouze v infinitivu a přítomném čase. Je to obdoba českého trpného rodu tvořeného pomocí se:
- smør smeltes – máslo se rozpouští (jen bokmål), det må gjøres/gjørast – to se musí udělat/musí být uděláno

V nové norštině je využití těchto tvarů velmi omezené. Používají se nejčastěji u sloves označujících vzájemnost či zvratnost a u deponentních sloves. U ostatních sloves pouze ve spojení s modálními slovesy.
Druhý způsob je pomocí bli (stát se) + příčestí trpné. Je třeba odlišit være (být) + příč. trpné, tato vazba nevyjadřuje trpný děj, ale stav.
- brevet blir skrevet/skrive/skrivi – dopis je psán × han er elsket/elska – on je milován

## Příslovce
Mnohá příslovce se tvoří od přídavných jmen koncovkou -t, stejně jako tvar středního rodu, např. god = dobrý, godt = dobré, dobře.
Stupňování je shodné jako u přídavných jmen (viz výše), např. sterkt – sterkere – sterkest (silně – silněji – nejsilněji).

## Předložky
Předložky se v norštině používají obdobně jako v jiných indoevropských jazycích. Stojí před podstatnými jmény, zájmeny nebo před slovesy v infinitivu.
Pojí-li se spojovací výraz vedlejší věty s předložkou, stojí tato předložka až na konci věty: huset (som) jeg levde i = dům, ve kterém jsem bydlel.
| av – od      | gjennom – skrz                | med – s               | på – na                  |
| bak – za     | hos – u                       | mellom – mezi         | rundt – kolem            |
| blant – mezi | i – v                         | mot – proti           | til – do, k              |
| etter – po   | ifølge* – podle               | om – o                | under – pod              |
| for – pro    | innen/innan – před            | omkring – okolo       | ved hjelp av – s pomocí  |
| fra/frå – z  | innenfor/innanfor – v, uvnitř | ovenfor/ovanfor – nad | på grunn av – na základě |

*pouze v bokmålu

## Slovosled
Norština má pevný slovosled. Základní typ je SVO (podmět – přísudek – předmět). Sloveso v určitém tvaru je zpravidla na druhém místě ve větě.
| Podmět | Přísudek | Ostatní větné členy | Překlad              |
| ------ | -------- | ------------------- | -------------------- |
| Petter | ga       | Janne en ball.      | Petr dal Janě míč.   |
| Petter | kom      | i går.              | Petr přišel včera.   |
| Han    | snakker  | svensk.             | (On) hovoří švédsky. |

Tento slovosled se používá zpravidla i ve vedlejších větách:
- Jag vet ikke når Petter kommer. = Nevím, kdy Petr přijde.

Inverzní slovosled (VSO) se používá v otázkách a ve větách, kde na prvním místě stojí příslovečné určení:
| Příslovečné určení/ tázací výraz | Přísudek | Podmět  | Předmět | Ostatní větné členy | Překlad                     |
| -------------------------------- | -------- | ------- | ------- | ------------------- | --------------------------- |
|                                  | Snakker  | du      | norsk?  |                     | Hovoříš norsky?             |
| Hva                              | har      | du      |         | i hånden ?          | Co máš v ruce?              |
| Når                              | kommer   | Petter? |         |                     | Kdy přijde Petr?            |
| I morgen                         | reiser   | vi      |         | til Stockholm.      | Zítra jedeme do Stockholmu. |

Přívlastky vyjádřené přídavnými jmény, číslovkami, ukazovacími zájmeny a genitivem stojí před podstatným jménem. Zvláštností norské syntaxe (oproti jiným germánským jazykům) je obvyklé postavení přivlastňovacích zájmen za podstatnými jmény, např. faren min = min far, můj otec (podstatné jméno přibírá navíc určitý člen; viz výše).

## Zápor
V norské větě zpravidla bývá jediný záporný výraz (např. jeg har ingenting, [ne]mám nic). Zápor sloves se tvoří částicí ikke/ikkje, která obvykle stojí za slovesem (např. jeg gjør ikke, nedělám).